# Ford Transit Custom
Ford Transit Custom/Tourneo Custom (рус. - Форд Транзит Кастом) — среднеразмерный переднеприводной фургон, производимый с 2012 года европейским подразделением компании Ford.

## История
Модель была выделена из линейки модели Ford Transit, заменив на европейском рынке её среднеразмерные переднеприводные модификации начиная с четвёртого поколения. Пассажирская модификация фургона идёт под брендом Tourneo Custom, под которым раньше выпускались пассажирские модификации Transit.
Выделение в отдельную модель было сделано в рамках концепции One Ford Plan, когда модель была разделена на три линейки: собственно фургоны Ford Transit; среднеразмерные грузовые фургоны Transit Custom с их пассажирской версией Tourneo Custom; и лёгких развозных и пассажирских машин Transit Connect.
Отмечалось, что создание именно на европейском рынке модели было сделано для успешной конкуренции с Mercedes-Benz Vito и Volkswagen Transporter.
Модель была представлена в Англии в 2012 году, пассажирская версия Tourneo Custom была представлена на Женевском автосалоне в марте того же года. В 2012 году модель была признана в Европе фургоном года. В том же году Transit Custom стал первым однотонным фургоном, получившим максимально возможный 5-звёздный рейтинг безопасности Euro NCAP.
С конца 2013 года модель выпускается на заводе Форд в турецком городе Коджаэли.
Модель не производится для рынка Северной Америки (США и Канада), но продаётся в Мексике. Также с 2016 года продаётся в Китае.

### На российском рынке
В России крупноузловая сборка модели была начата компанией Форд Соллерс на елабужском заводе весной 2014 года, стоимость фургона начиналась от 1 290 000 рублей, но уже осенью того же года из-за валютного кризиса сборка была прекращена.
С 2017 года планируется поставка на российский рынок машин турецкой сборки, в России модель называют конкурентом французских фургонов Peugeot Expert и Citroen Jumpy.